# Украинка (Красноградский район)
Украинка (укр. Українка) — село, Крестищенский сельский совет, Красноградский район, Харьковская область, Украина.
Код КОАТУУ — 6323381505. Население по переписи 2001 года составляет 207 (93/114 м/ж) человек.

## Географическое положение
Село Украинка находится между автомобильными дорогами М-18 и Р-51. Примыкает к сёлам Оленовка и Кобцевка.

## История
- 1921 — дата основания.
- При СССР село было наименовано Украинкой в честь Украинской Советской Социалистической Республики.
- До образования Харьковской области село входило в Полтавскую губернию, затем Красноградский округ.

## Название
При СССР в области прошла «волна» переименований значительной части населённых пунктов, в «революционные» названия — в честь Окт. революции, пролетариата, сов. власти, Кр. армии, социализма, Сов. Украины, деятелей «демократического и революционного движения») и новых праздников (1 мая и др.) Это приводило к путанице, так как в одной области рядом могли оказаться сёла с одинаковыми новыми названиями — например, Украинка (Ахтырский район), Украинка (Волчанский район), Украинка (Балаклейский район), Украинка (Барвенковский район), Украинка (Красноградский район) и Украинское (Волчанский район), Украинское (Змиевской район), Украинское (Лозовской район), Украинское (Харьковский район), названные в честь УССР.
На территории УССР (и Украины до 2014 года) находились 29 населённых пунктов с названием Украинка.